# انسان بودن (مجموعه تلویزیونی بریتانیایی)
انسان بودن یا بئینگ هیومن (به انگلیسی: Being Human (UK TV series)) یک سریال تلویزیونی تخیلی درام ترسناک بریتانیایی است. این سریال برای شبکه بی‌بی‌سی سه توسط توبی ویتهوس نوشته و ساخته شده‌است. سریال ترکیبی است از عناصر کمدی، درام، ترسناک و تخیلی. در سرقسمت ابتدایی آندرها ریسبرو به عنوان آنی سایر (شبح)، راسل تووی به عنوان ژرژ ساند (گرگ)، و گای فلاناگان به عنوان جان میچل (خون‌آشام) ستاره‌های فیلم هستند و به دنبال داشتن یک زندگی «عادی» در یک خانه در کنار هم زندگی می‌کنند و با مردم عادی روابط برقرار می‌کنند.

## فصل‌ها و قسمت‌ها
| فصل‌ها | فصل‌ها   | قسمت‌ها | پخش اصلی       | پخش اصلی      |
| فصل‌ها | فصل‌ها   | قسمت‌ها | شروع فصل       | پایان فصل     |
| ----- | ------- | ------ | -------------- | ------------- |
|       | سرقسمت  | ۱      | ۱۸ فوریه ۲۰۰۸  | ۱۸ فوریه ۲۰۰۸ |
|       | ۱       | ۶      | ۲۵ ژانویه ۲۰۰۹ | ۱ مارس ۲۰۰۹   |
|       | ۲       | ۸      | ۱۰ ژانویه ۲۰۱۰ | ۲۸ فوریه ۲۰۱۰ |
|       | ۳       | ۸      | ۲۳ ژانویه ۲۰۱۱ | ۱۳ مارس ۲۰۱۱  |
|       | ۴       | ۸      | ۵ فوریه ۲۰۱۲   | ۲۵ مارس ۲۰۱۲  |
|       | ۵       | ۶      | ۳ فوریه ۲۰۱۳   | ۱۰ مارس ۲۰۱۳  |
|       | ساخت از | ۱      | ۲۸ مارس ۲۰۰۹   | ۲۸ مارس ۲۰۰۹  |